# Laurent Dufresne
Laurent Dufresne (Calais, 2 marzo 1972) è un allenatore di calcio ed ex calciatore francese, di ruolo attaccante.

## Carriera
Attaccante, vince tre volte la seconda divisione francese facendosi notare nell'edizione 2001 del torneo, durante la quale sigla 14 gol, posizionandosi al quarto posto tra i marcatori. Nel 2004 viene inserito nella squadra ideale della Ligue 2. Vanta 62 presenze e 11 reti in Ligue 1.

## Palmarès

### Club

#### Competizioni nazionali
- Ligue 2: 3

Chäteauroux: 1996-1997
Nancy: 2004-2005
Valenciennes: 2005-2006